# The Trolley Song
The Trolley Song ist ein Lied von Ralph Blane (Musik) und Hugh Martin (Text), der 1944 veröffentlicht wurde.
Blane und Martin schrieben The Trolley Song für das MGM-Filmmusical Meet Me in St. Louis (1944, Regie: Vincente Minnelli). The Trolley Song wurde in dem Film von Judy Garland vorgestellt, begleitet vom Studioorchester unter Leitung von Georgie Stoll und dem Chor- und Orchester-Arrangement von Conrad Salinger. Die Studioszene spielt in einer fahrenden, stark frequentierten Straßenbahn. Der Song erhielt 1945 eine Oscar-Nominierung in der Kategorie Bester Song. Das American Film Institute nahm den Song auf Platz 26 seiner Liste AFI’s 100 Years … 100 Songs auf.
Der Songtext von The Trolley Song war durch Zufall entstanden, als das Songwriterteam Martin und Blane zunächst Probleme hatte, einen passenden Liedtext für Judy Garland zu schreiben. Inspiriert war der Song von dem Foto einer alten Straßenbahn in einem Buch über die Geschichte des Verkehrsmittels. Judy Garlands Aufnahme des Trolley Song erschien auf Schellackplatte (Brunswick S2228), gekoppelt mit The Boy Next Door. Bereits 1944 wurde der Song auch von Jo Stafford/The Pied Pipers, Vaughn Monroe, The King Sisters, Guy Lombardo, Frankie Carle und Lionel Hampton eingespielt, im folgenden Jahr auch von Charlie Barnet, Eddie Brunner, Red Nichols, Glenn Miller und in Belgien von Gus Deloof. Weitere Coverversionen entstanden in den 1950er Jahren, u. a. durch Geraldo (Parlophone F2055), Dave Brubeck (der u. a. mit dem Song 1955 auf dem Newport Jazz Festival auftrat), Beverly Kenney, Barbara Carroll, Bess Bonnier, Melba Liston, Buddy Collette und Tubby Hayes. In späteren Jahren interpretierten The Trolley Song u. a. auch Chris Hunter, Rebecca Kilgore, Ralph Sharon, Stacey Kent, Gene Di Novi, Ehud Asherie, Tony Bennett, Frank Sinatra, Dave Brubeck, Herb Alpert und Sarah Vaughan.